# Franklin (Kansas)
Franklin – jednostka osadnicza w Stanach Zjednoczonych, w stanie Kansas, w hrabstwie Crawford.